# ليونيد نيفزلين
ليونيد نيفزلين (بالعبرية: לאוניד נבזלין‏)‏ (21 سبتمبر 1959 في موسكو - ) مهندس، وسياسي، ورائد أعمال من إسرائيل.

## الجوائز
- وسام الصداقة الروسي